# Reserva Florestal Gola
A Reserva Florestal Gola é uma área disjunta de florestas tropicais protegidas na Serra Leoa. Compreende três segmentos: Gola Norte com 45.800 hectares (ha), Gola Leste com 22.800 ha, e Gola Oeste com 6.200 ha.